# Karl Lindberg
Karl Lindberg (ur. 14 maja 1906, zm. 23 maja 1988) – szwedzki biegacz narciarski brązowy medalista mistrzostw świata. W 1931 roku wystartował na mistrzostwach świata w Oberhofie zdobywając brązowy medal w biegu na 50 km stylem klasycznym. Na tych samych mistrzostwach zajął czwarte miejsce na dystansie 18 km, przegrywając walkę o brązowy medal ze swoim rodakiem Nilsem Svärdem. W biegu na 50 km to Svärd był czwarty. Lindberg nigdy nie startował na igrzyskach olimpijskich.

## Osiągnięcia

### Mistrzostwa świata
| Miejsce | Dzień     | Rok  | Miejscowość | Konkurencja             | Czas biegu | Strata | Zwycięzca            |
| ------- | --------- | ---- | ----------- | ----------------------- | ---------- | ------ | -------------------- |
| 4.      | 13 lutego | 1931 | Oberhof     | 18 km stylem klasycznym | 1:23:43    | +1:46  | Johan Grøttumsbråten |
| 3.      | 15 lutego | 1931 | Oberhof     | 50 km stylem klasycznym | 3:52:00    | +3:44  | Ole Stenen           |
| 23.     | 21 lutego | 1934 | Sollefteå   | 18 km stylem klasycznym | 1:04:29,0  | +4:33  | Sulo Nurmela         |
| 8.      | 24 lutego | 1934 | Sollefteå   | 50 km stylem klasycznym | 4:06:43    | +7:52  | Elis Wiklund         |